# Jenks (Oklahoma)
Jenks ist eine US-amerikanische Stadt im Bundesstaat Oklahoma. Sie befindet sich im Tulsa County und ist eine Vorstadt von Tulsa. Die Stadt liegt zwischen dem Arkansas River und der U.S. Route 75. Das U.S. Census Bureau hat bei der Volkszählung 2020 eine Einwohnerzahl von 25.946 ermittelt.

## Geschichte
Jenks entstand 1904 als Gemeinde, die von der Midland Valley Railroad zwischen Tulsa und Muskogee entlang des Arkansas River angelegt wurde. Obwohl der Fluss bei hohem Wasserstand nur mit Flachwasserdampfern befahren werden konnte, erwiesen sich diese beiden Transportwege als entscheidend für die frühe Entwicklung von Jenks.
Jenks wurde nach William Henry Jenks benannt, dem Besitzer und Direktor der Midland Valley Railroad. Laut einem Artikel in der Tulsa Tribune aus dem Jahr 1957 wurde ein Vertreter der Stadtgesellschaft von der Zentrale der Eisenbahn beauftragt, eine Stadt nach dem Direktor zu benennen.
Die Stadt wurde am 15. Juli 1905 offiziell parzelliert. Ebenfalls im Jahr 1905 wurde eine bedeutende Erdölentdeckung gemacht, die die Wirtschaft der Gegend weiter ankurbelte. Die Glenn Pool-Ölquelle und die darauf folgenden Ölansprüche brachten viele Geschäftsleute in die Gegend. Im Jahr 1906 wurden in Jenks viele Öldepots errichtet. Zur Zeit der Staatsgründung hatte Jenks 465 Einwohner.
Als die Ölförderung nachließ, wurden die Öldepots abgebaut, und die Landwirtschaft wurde wieder zu einem wichtigen Wirtschaftsfaktor in Jenks. Die Wirtschaft der Gegend wurde in den 1920er Jahren weiter verbessert, als viele bulgarische Familien in die Gegend einwanderten, um dort Landwirtschaft zu betreiben. Diese Einwanderer gründeten viele Gemüsefarmen.

## Demografie
Nach einer Schätzung von 2019 leben in Jenks 23.767 Menschen. Die Bevölkerung teilte sich im selben Jahr auf in 78,6 % Weiße, 3,1 % Afroamerikaner, 4,5 % amerikanische Ureinwohner, 6,5 % Asiaten und 6,7 % mit zwei oder mehr Ethnizitäten. Hispanics oder Latinos aller Ethnien machten 6,0 % der Bevölkerung aus. Das mittlere Haushaltseinkommen lag bei 94.132 US-Dollar und die Armutsquote bei 7,4 %.
| Jahr | Einwohner¹ |
| ---- | ---------- |
| 1900 | 290        |
| 1950 | 1.037      |
| 1960 | 1.734      |
| 1970 | 2.685      |
| 1980 | 5.876      |
| 1990 | 7.493      |
| 2000 | 9.577      |
| 2010 | 16.924     |
| 2020 | 25.949     |

¹ 1920 – 2020: Volkszählungsergebnisse

## Infrastruktur
Im Jahr 1958 wurde der Richard Lloyd Jones Jr. Airport außerhalb von Jenks in Betrieb genommen. Dieser Flughafen ist der offizielle Entlastungsflughafen für den Tulsa International Airport und ist einer der verkehrsreichsten im ganzen Bundesstaat. Er dient dem kommerziellen und privaten Flugverkehr im gesamten Gebiet von Tulsa und hat zum Wachstum der lokalen Wirtschaft beigetragen.